# Urolophus paucimaculatus
Urolophus paucimaculatus é uma espécie de peixe da família Urolophidae.
É endémica da Austrália.
Os seus habitats naturais são: mar aberto, mar costeiro, pradarias aquáticas subtidais e águas estuarinas.